# سیارک ۳۵۰۲
سیارک ۳۵۰۲ (به انگلیسی: 3502 Huangpu، نامگذاری:1964TR1) سه هزار و پانصد و دومین سیارک کشف شده‌است که در ۹ اکتبر ۱۹۶۴ کشف شد.
قدر مطلق سیارک برابر ۱۱٫۸۰ است.